# 莫拉塔德哈隆
莫拉塔德哈隆，是西班牙阿拉贡自治区萨拉戈萨省的一个市镇。 总面积46平方公里，总人口1471人（2001年），人口密度32人/平方公里。